# Broadcast (informatique)
Pour les articles homonymes, voir Broadcast.
 (février 2017).
Si vous disposez d'ouvrages ou d'articles de référence ou si vous connaissez des sites web de qualité traitant du thème abordé ici, merci de compléter l'article en donnant les références utiles à sa vérifiabilité et en les liant à la section « Notes et références ».

Illustration d'une communication broadcast : le message part d'un émetteur unique (rouge) vers l'ensemble des récepteurs (vert).

La notion de broadcast est employée par les techniciens en informatique et réseaux ; il s'agit à proprement parler, de transmission ou de liaison. Le principe de base est le même que la télédiffusion, étant donné que l'on diffuse des paquets de données à l'ensemble des clients d'un sous-réseau sans discrimination. Lorsque la diffusion ne cible que certaines hotes, on parlera alors de multicast.
| Types de routage |
| ---------------- |
| Anycast          |
| Broadcast        |
| Multicast        |
| Unicast          |
| Géocast          |

Dans le cas d'IPv4, ces paquets sont en général utilisés dans un environnement LAN pour atteindre une machine dont on ne connaît pas l'adresse MAC (protocole ARP pour le protocole IP version 4) ou pour des annonces faites aux clients potentiels par des machines pouvant offrir des services (comme les protocoles SSDP, NetBeui ou d'interopérabilité comme DLNA). Il sert également à effectuer des découvertes de services sur le réseau.
L'étendue de diffusion sera restreinte au domaine de diffusion. La séparation de réseaux en différents VLAN permet de restreindre ce dernier.
De façon générale, l'adresse de diffusion se calcule par l'opération suivante : (adresse du réseau) OU logique (le complément à 1 du masque).
Par exemple, en IP version 4 (IPv4), une adresse IP de diffusion telle que 192.168.1.255/24 sera interceptée par toutes les machines ayant une adresse IP entre 192.168.1.1 et 192.168.1.254, pour autant que le masque de sous-réseau de l'interface soit défini comme 255.255.255.0.
Autre exemple général en IPV4 : si un réseau a comme adresse 172.16.0.0/12, donc son masque sera 255.240.0.0. Le complément à 1 est 0.15.255.255. Donc, {\displaystyle 172.16.0.0|0.15.255.255=172.31.255.255}. Son adresse de diffusion est donc 172.31.255.255.
A noter que la toute première adresse d'un bloc d'IPv4, souvent appelée "adresse du sous-réseau" est en réalité une seconde adresse permettant une diffusion broadcasté lié à son utilisation dans d'anciens systemes Unix. Élément renforcé dans la RFC 3021 spécifiant en section 3.1 que tout packet à destination de cette IP doit soit être supprimé en entrée, soit être considérée comme une adresse de broadcast.
Suivant les règles d'adressage classless d'IPv4, l'adresse de diffusion générale IPv4 d'un sous réseau peut ne pas finir par 255 comme valeur de dernier octet.
Si notre packet IPv4 de broadcast est encapsulée par un niveau 2 Ethernet, alors l'adresse MAC de destination sera FF:FF:FF:FF:FF:FF (toutes les adresses commençant par un 1 sont des adresses de diffusion).
Un commutateur recevant une trame broadcast sur l'un de ses ports la diffusera sur tous les autres ports appartenant au domaine de diffusion, souvent appelé Vlan. Les routeurs ne transmettent pas les paquets « broadcast », ces derniers étant destinés aux hotes d'un même niveau 2. Ils peuvent toutefois être transmis si les routeurs gèrent une extension de niveau 2 par encapsulation, comme dans les technologies eVPN.
En IPv4, on peut faire un « ping » sur l'adresse de broadcast d'un sous-réseau ip (par exemple « ping -b 192.168.1.255 » si la machine est dans le réseau 192.168.1.0/24 sous Linux), mais celui-ci ne passera normalement pas le prochain routeur, où se termine le domaine de diffusion L2. (on peut aussi utiliser « ping -b 255.255.255.255 »).
Pour une diffusion de données moins générale, ciblant uniquement des hosts particuliers on utilisera les adresses « Multicast ».

## Sécurité des réseaux
Les trafics broadcast et leur volume sont une problématique dans de nombreux cas de technologies réseaux. Sur les points d'échange notamment leur volume et leur contenu est surveillé et restreint. L'utilisation de trames de niveau 2 virtualisé par encapsulation pour être transportés permet de réduire le volume. On utilisera par exemple l'iBGP pour réduire la nécessité d'utiliser massivement ARP au travers du point d'échange, ce qui engendre du trafic inutile et potentiellement risqué dans le cas d'un ARP poisonning. Les point d'échange ont également recours à des blackhole pour réduire le trafic broadcasté inutilement.